# Pamela Nicholson
 (mars 2017).
Pamela M. Nicholson est une chef d'entreprise américaine. Elle est présidente-directrice générale d'Enterprise Holdings. En 2016, elle est classée par le magazine Fortune 17e femme la plus puissante des États-Unis.

## Carrière chez Enterprise
Pamela Nicholson commence sa carrière chez Enterprise Rent-A-Car en 1981 en tant que stagiaire en gestion à Saint-Louis. En seulement 9 mois, elle est promue au poste d'assistante de gestion. Elle gravit les échelons au sein de l'entreprise en Californie du Sud et devient après 12 ans Vice-Présidente Régionale de la Californie du Sud Groupe. Lorsqu'elle occupe ce poste, le nombre de véhicules au sein de la flotte du groupe augmente de 26 000 voitures.
En 1994, elle est promue vice-présidente chargée de la stratégie à Saint-Louis et supervise une dizaine d'entreprises. À ce poste, elle négocie des accords avantageux avec les constructeurs automobiles pour la fourniture de véhicules. En 1997, elle revient à la location et devient Directrice Générale du groupe à New-York. Au cours de ces deux années, elle développe la flotte de véhicules et double la rentabilité. En 1999, elle est nommée Vice-Présidente Senior des Opérations pour l'Amérique du Nord. En 2003, elle est promue Directrice de l'exploitation et Présidente en 2008.
Le 4 juin 2013, elle est nommée au poste de Présidente-Directrice générale. Elle est alors la première femme PDG du groupe mais aussi la première qui n'est pas un membre de la famille Taylor, de Saint-Louis. Son prédécesseur, Andrew "Andy" Taylor, fils du fondateur, Jack Taylor, continue à rester impliqué dans les activités de la société en tant que Président Exécutif.